# 朱耀偉

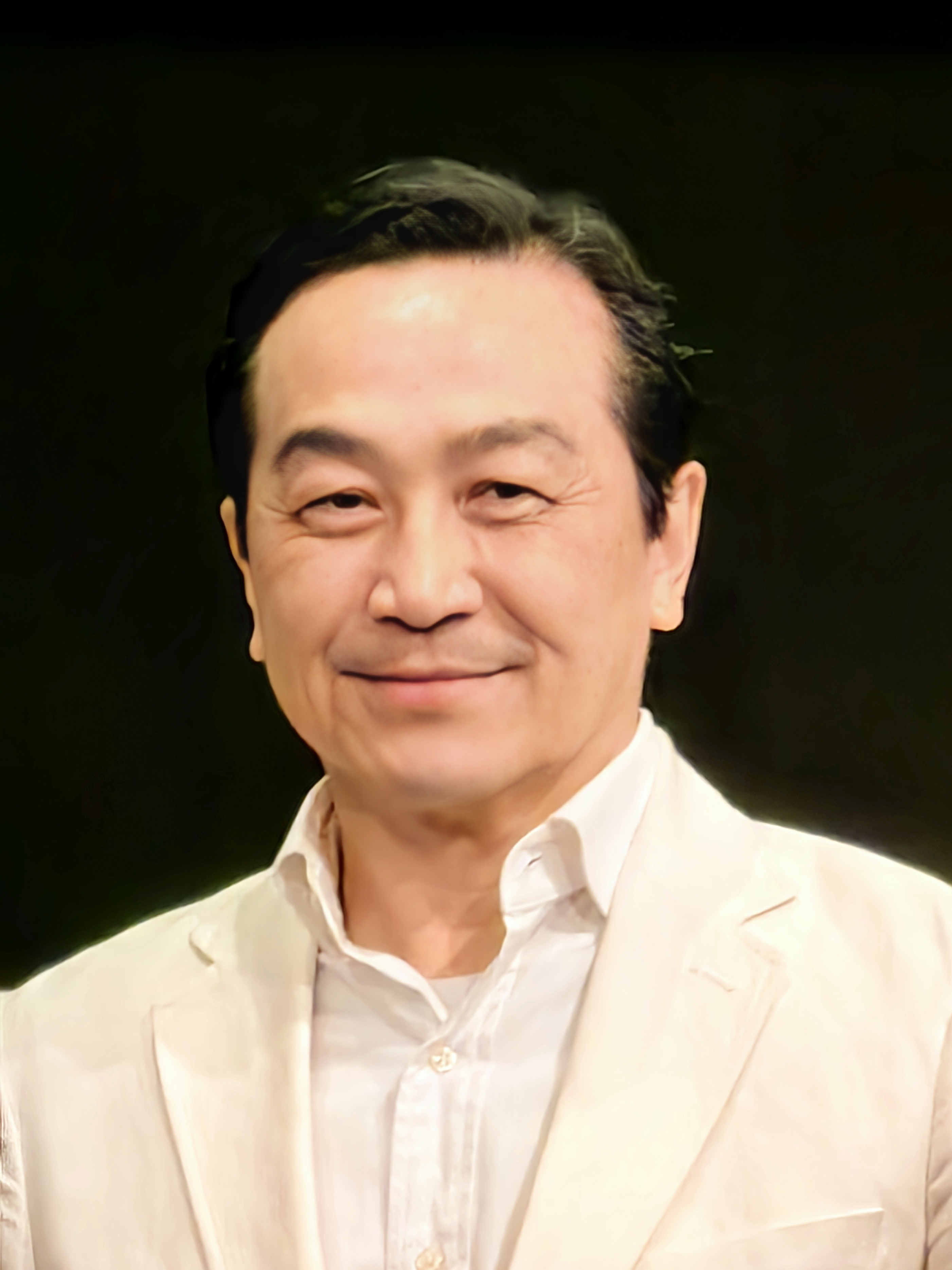
朱耀伟在2024年香港书展

朱耀偉（英語：Stephen Yiu-wai Chu，1965年9月28日—），香港流行文化學者，現任香港大學中文學院教授、香港研究課程總監。

## 生平
曾任香港浸會大學人文及創作系教授系主任、香港中文大學英文系助教（1989年至1992年）。其研究範圍十分廣泛，包括文學批評（詩話、詞話）、當代文學、文化理論、香港流行歌詞研究、比較文學批評、後殖民主義、全球化與中國／香港文化論述、（後）殖民香港法律文化研究。著有《後東方主義》、 《當代西方批評 論述的中國圖像》、《他性機器？後殖民香港文化論集》、《香港流行歌詞研究》、《光輝歲月：香港流行樂 隊組合研究》、《音樂敢言：香港「中文歌運動」研究》、《香港文學@文化研究》（與張美君合編）、《本土神話：全球化年代的論述生產》、《音樂敢言之二：香港「原創歌運動」研究》、《香港的當勞化　徘徊獅子山下尋找信望愛》Donaldization of Hong Kong；論文散見《清華學報》、《中外文學》、《當代》、《思與言》、《中山人文學報》、《香港社會科學學報》等。

## 學歷
- 喇沙小學（1977年畢業）
- 喇沙書院（1982年畢業）
- 香港中文大學榮譽英國語文文學學士（B.A. (Hons) in English, The Chinese University of Hong Kong）（1984年－1988年）
- 美國三藩市州立大學文學碩士（M.A. in Chinese Language and Literature, San Francisco State University）（1988年－1989年）
- 香港中文大學比較文學博士 (Ph.D. in Comparative Literature, The Chinese University of Hong Kong)（1989年－1993年）

## 著作

### 書籍
- 《香港流行文化的(後)青春歲月》 香港：中華書局，2019年。
- Lost in Transition: Hong Kong Culture in the Age of China (Albany: State University of New York Press, 2013)。
- 《繾綣香港：大國崛起與香港文化》（Bound to Hong Kong Culture）。香港：匯智出版，2012年。
- 《香港粵語流行歌詞研究》I & II（A Study of Hong Kong Cantopop Lyrics I & II）。香港：亮光文化，2011年。
- 《香港歌詞八十談》（與黃志華合著）（Eighty Talks on Hong Kong Popular Lyrics）。香港：匯智出版，2011年。
- 《後九七香港流行歌詞研究》（與梁偉詩合著）（A  Study of Post-1997 Cantopop Lyrics）。香港：亮光文化，2011年。
- 《文化研究60詞》（與陳英凱、朱振威合著）（60 Keywords in Cultural Studies）。香港：匯智出版，2010年。
- 《詞家有道：香港16詞人訪談錄》（與黃志華、梁偉詩合著）（The Way of Hong Kong Lyricists）。香港：匯智出版，2010年。
- Contemporary Asian Modernities: Transnationaltiy, Interculturality, Hybridity（co-edited with Eva Man）, (Bern: Peter Lang, 2010]]。
- 《歲月如歌：詞話香港粵語流行曲》（Lyrics of Your Life: The Transformation of Hong Kong Cantopop）。香港：三聯書店，2009年。
- 《香港流行歌詞導賞》（與黃志華合著）（Guided Interpretation of Hong Kong Popular Lyrics）。香港：匯智出版，2009年。
- 《香港的當勞化　徘徊獅子山下尋找信望愛》（Donaldization of Hong Kong）。香港：文化會社出版社，2007年。
- 《虛擬後樂園：透視電腦遊戲文化》（與陳潔詩合著）。香港：天窗出版社，2005年。
- 《愛恨地球村：透視全球化現象》（Perspectives on Globalization）。香港：天窗出版社，2005年。
- 《越界光影：香港電影讀本》（Between Home and World: A Reader in Hong Kong Cinema）（與張美君合著）。香港：牛津大學出版社，2004年。
- 《音樂敢言之二：香港「中文歌運動」研究》（A Study of the "Original Songs Campaign" in Hong Kong）。香港：Bestever，2004年。
- 《本土神話：全球化年代的論述生產》（The Local Myth: Discursive Production in the Global Era）。台北：學生書局，2002年。
- 《音樂敢言：香港「中文歌運動」研究》（A Study of the "Chinese Songs Campaign" in Hong Kong））。香港：匯智出版社，2001年。
- 《香港文學@文化研究》(Hong Kong Literature and/as Cultural Studies) （與張美君合編）。香港：牛津大學出版社，2001年。
- 《中國作家與宗教》（編）（Chinese Writers and Religion）。香港：中華書局，2001年。
- 《以法之名：後殖民香港法律文化研究》(In the Name of Law: Postcolonial Hong Kong Legal Culture) （與冼偉文合著）。台北：學生書局，2000年。
- 《光輝歲月：香港流行樂隊組合研究（1984-1990）》（The Days of Glory: A Study of Hong Kong Popular Bands/Groups）。香港：匯智出版社，2000年。
- 《香港流行歌詞研究：七十年代中期至九十年代中期》（A Study of Hong Kong Popular Lyrics: The Mid 70s to the Mid 90s）。香港：三聯書局，1998年。
- 《他性機器？後殖民香港文化論集》（Otherness Machine? Essays on Postcolonial Hong Kong Culture）。香港：青文書屋，1998年。
- 《當代西方批評論述的中國圖像》(The "China" in Contemporary Western Critical Discourse) 。台北：駱駝出版社，1996年。
- 《後東方主義：中西文化批評論述策略》（Post-Orientalism: Tactics of Chinese-Western Cultural &Critical Discourse）。台北：駱駝出版社，1994年。
- 《當代西方文學批評理論》（編譯）（Contemporary Western Theories of Literary Criticism）。台北：駱駝出版社，1992年。

### 論文
- "The Transformation of Local Identity in Hong Kong Cantopop," Perfect Beat: The Pacific Journal of Research into Contemporary Music and Popular Culture Vol 7 No 4 (Jan 2006): 32-51.
- 〈一位文化精英的自我反省：讀《我這一代香港人》〉，《明報月刊》（2005年8月），頁109-110。
- "Hybridity and (G)local Identity in Postcolonial Hong Kong Cinema,"in Sheldop Lu and Emilie Yeh eds., Chinese-Language Film: Historigraphy, Poetics, Politics. Honolulu：University of Hawaii Press, 2005, pp. 312-328.
- 早期香港新浪潮電影：「表現不能表現的」，羅貴祥、文潔華編：《雜嘜時代：文化身份、性別、日常生活實踐與香港電影1970s》（香港：牛津大學出版社，2005）頁195-209。
- 九十年代香港文化研究：體制化及其不滿"Hong Kong Cultural Studies in the 1990s: Insitutionalization and Its Discontents," 《香港社會科學學報》（香港：香港城市大學出版社）第26 期（秋／冬 2003）: 81-102.
- 人地不宜：悼薩伊德，《E+E》（香港：牛棚書院）第8 期（2003 年秋），頁9-13。
- 香港各大學現當代文學研究單位簡介，《文訊》（台北：文訊雜誌社）第217期（2003年11月），頁49-51。
- 後人類論述與世界公義，《當代》（台北：合志文化事業）第191 期（2003 年7 月），頁110-125。
- 香港粵語流行歌詞創作新與舊──從七十年代說起，《第四屆香港文學節論稿匯編》（香港：香港藝術發展局，2003），頁180-200。
- 香港流行歌詞的價值衝突與（不）調和，《思》（香港：香港基督徒學會）第83 期（2003 年1 月），頁9-14。
- "Developing Local Pop Songs in Hong Kong: A Study of the 'All Cantopop Music Station' Format," Media International Australia Incorporating Culture & Policy (Brisbane: Griffith University) No.105 (November 2002): pp.147–162.
- "Postcolonial Discourse in the Age of Globalization," Social Analysis: The International Journal of Cultural and Social Practice (New York and Oxford: Berghahn Books), 46:2 (Summer 2002): pp.148–156.
- 全球化年代的後殖民研究"Postcolonial Studies in the Age of Globalization," Journal of Social Theory (Hong Kong: Hong Kong Polytechnic University) 5 (Spring 2002): 153-175.
- 〈再讀《人間詞話》：從西方文論看王國維的境界說〉"Rereading Renjian Cihua: Examining Wang Guowei's Notion of Jingjie in the Light of Modern Literary Theories," 《中國文學與文化研究》（台北：學生書局）第1期（2002年6月）頁159-182。
- 全球化年代的後殖民研究，《社會理論學報》（香港：香港理工大學）第5卷第1期（2002年春），頁153-175。
- 誰的中國性：九十年代兩岸三地的後殖民研究"Whose Chineseness? Postcolonial Studies in the Mainland, Taiwan and Hong Kong in the 1990s," ，《香港社會科學學報》（香港：香港城市大學出版社）第19期（2001年春／夏），頁135-158。
- "(In)Authentic Hong Kong: The '(G)Local' Cultural Identity in Postcolonial Hong Kong Cinema," Post Script (Jacksonville: Post Script, Inc.) 20 (June 2001): 148-160.
- （不）真實香港：後殖民香港電影的全球／本土身分"(In)Authentic Hong Kong" (Chinese Version)，《中外文學》（台北：台灣大學外文系）第29卷第10期（2001年3月），頁6-18。
- Band History：從披頭四到LMF（與蔡偉民合著），馬傑偉編：《出賣LMF：粗口音樂檔案》（香港：明窗出版社，2001），頁167-176。
- 流行曲與偶像文化，突破機構編：《傳媒及資訊意識教育》（香港：突破出版社，2001），頁168-169。
- "Postcolonial Law in the Global Economy: The Case of Hong Kong," (co-authored with Sin Wai Man) International Journal of the Sociology of Law (London: Academic Press) 28 (Dec. 2000): 291-309.
- Hong Kong, Culture, Cyberspace 《香港．文化．網》（Ed.）. Cyber Culture Express (Published by Hong Kong Culture and Society Programme, Centre of Asian Studies, The University of Hong Kong) Vol. 1(Dec. 2000).
- 全球化年代的國族論述：從後國族意識到中國論述"Nationalist Discourse in the Age of Globalism: From Post-Nationalism to Chinese Discourse," 《思與言》（台北：思與言雜誌社）第38卷第1期（2000年3月），頁185-218。
- 小城大說：後殖民敘事與香港城市"Grand Narrative of a Small City: Postcolonial Narratives and Hong Kong City", ，龔鵬程、黎活仁等主編：《方法論與中國小說研究》（香港：香港大學亞洲研究中心，2000），頁403-424。
- 〈全球化城市的本土神話：《玻璃之城》的香港圖像〉"A Local Myth in a Global City: The 'Hong Kong'in 'City of Glass,'"《中外文學》（台北：台灣大學外文系）第28卷11期（2000年4月），頁50-63。
- 同途殊歸：八十年代香港的比較文學"Comparative Literature in Hong Kong in the 1980s," ，劉漢初、黃耀堃、龔鵬程、黎活仁編：《香港八十年代文學現象》（台北：學生書局，2000），頁273-300。
- 反放逐的書寫：試論柏楊小說的「放逐」母題"Writing as Anti-Exile: The 'Exile' Motif in Bo Yang's Novels," ，黎活仁等主編：《柏楊的思想與文學》（台北：遠流出版社，2000），頁551-575。
- 流行曲，突破機構編：《傳媒教育教材套（二）進階本》（香港：突破出版社，2000），頁9-13。
- 流行曲，突破機構編：《傳媒教育教材套（二）初階本》（香港：突破出版社，2000），頁9-13。
- 世紀末詞話，《仙人掌》（2000年5月），頁54-56。
- 全球化論述生產年代的中國圖像"The 'China' in the Age of Globalized Discursive Production," ，《清華學報》（新竹：清華大學）新29卷第3期（1999年9月），頁233-260。
- "In the Name of Law: Legality and Morality in Postcolonial Hong Kong," (co-authored with Sin Wai Man), International Journal of the Sociology of Law (London: Academic Press) 27 (June 1999): 185-205.
- 五四的反思：從現代到後現代"Reflections on The May-Fourth: From Modern to Postmodern,"，《中外文化與文論》（成都：四川教育出版社）第六期（1999年8月），頁30-33。
- 香港流行歌詞中的「香港」本土意識"The Local Consciousness in Hong Kong Popular Lyrics,"，龔鵬程、黎活仁主編：《香港新詩的「大敘事」精神》（嘉義：佛光大學出版社，1999），頁275-304；濃縮版本載吳俊雄、張志偉編：《閱讀香港普及文化1970-2000》（香港：牛津大學出版社，2001），頁268-275。
- 是王菲還是林夕？，《仙人掌》（1999年4月），頁94-96。
- 以法之名：後殖民香港的法理、道德與公共論述（與洗偉文合著），《當代》（台北：合志文化事業）第132期（1998年8月），頁118-125；第133期（1998年9月），頁124-131。
- 香港流行歌星小傳共103則，《香港粵語唱片收藏指南》（香港：三聯，1998）。
- "Whose Rule of Law? Rethinking Postcolonial Hong Kong Legal Culture," (co-authored with Sin Wai Man), Social and Legal Studies (London: Sage) 7 (June 1998): 147-169.
- 全球化年代的知識生產"The Production of Knowledge in the Age of Globalization," ，《中外文化與文論》（成都：四川大學出版社）第四期（1997年12月），頁66-81。
- 〈愛與痛的邊緣：淺論潘源良的《醉生夢》〉，《仙人掌》（香港：香港浸會大學中文系）試刊號，頁94-96。
- 書評 - 原始情欲：視象性、性、人種誌與當代中國電影，《人文中國學報》（香港：香港浸會大學）第三期（1996年12月），頁225-232。
- 在香港談後殖民論述"Talking about Postcolonial Discourse in Hong Kong,"，《中外文化與文論》（成都：四川大學出版社）第二期（1996年10月），頁27-30。
- "The Other Territories: On the Meaning of the Other Discourse in the Cultural Periphery," Sun Yat-sen Journal of Humanities (Kaohsiung: National Sun Yat-sen University) 4 (Jan. 1996): 127-148.
- 後殖民香港中文的省思，《1997與香港中國語文研討會論文集》（香港：香港中國語文學會，1996），頁159-168。
- "The Politics of Marginality: Rethinking the Territorialization of the Other Discourse," Shue Yan Journal of English/Cultural Studies (Hong Kong: Shu Yan College) 1 (Fall 1995): 1-18.
- "Between Legal and Cultural Colonialism: The Politics of Legitimation of the Cultural Production in Hong Kong," Tamkang Review (Taipei: Tamkang University) XXV (Spring and Summer 1995): 49-88. (co-authored with Sin Wai Man)
- 〈書評 -《中國文學思想選讀》〉，《人文中國學報》（香港：香港浸會大學）第一期（1995年4月），頁313-324。〈當代批評論述中的「空間化」迷思〉，《當代》（台北：合志文化事業）第103期（1995年1月），頁14-25。
- 慧力的切入點，《台灣新聞報》（1995年5月7日），第26版。
- 〈操斧伐柯：試論《文賦》所帶出的詮釋矛盾〉，香港中文大學中文系編：《魏晉南北朝文學論文集》（台北：文史哲，1994），頁495-504。
- 她者．中國．影象文化，《當代》（台北：合志文化事業）第98期（1994年6月），頁120-133。
- "Reading Traditional Chinese Poetics from the West: Three Exemplary Positions," Tsing-Hua Journal of Chinese Studies (Hsinchu: National Tsing-hua University) New Series Vol.23 (Sept. 1993): 287-340.
- 〈含混．並置．後殖民：從《暗戀（·）桃花源》想起〉"Ambiguities, Juxtaposition, Postcolonial," ，《中外文學》（台北：台灣大學外文系）第21卷12期（1993年5月），頁93-103。
- 從東方主義的脈絡看中國：論述中國批評家的中國觀，《當代》（台北：合志文化事業）第85期（1993年5月），頁48-61。
- "Interpretation, Textuality, Paradox: From Reading Hermeneutics' Reading to a Chinese Hermeneutics," Tamkang Review (Taipei: Tamkang University) XXII (Autumn 1991 - Summer 1992): 341-371.
- “The Significance Beyond Language in Traditional Chinese Poetry and Poetics，” Critical Pursuit(Hong Kong: Critical Pursuit) 2 (1991), pp.53–75.

## 編輯
- 編輯委員，《漢學研究集刊》（香港大學中文系、加拿大多倫多大學東亞系及阿伯特大學東亞系聯合出版）。
- 編輯委員，《中國文學與文化研究》（香港大學中文系、加拿大多倫多大學東亞系、阿伯特大學東亞系、北京師範大學中文系、廣東中山大學中文系、高雄中山大學中文系、輔仁大學中文系及成功大學中文系聯合出版）。
- 編輯委員，《方法論與中國小說研究》，香港：香港大學亞洲研究中心，2000。
- 編輯委員，《香港八十年代文學現象》，台北：學生書局，2000。
- 編輯委員，《柏楊思想與文學》，台北：遠流出版社，2000。
- 編輯委員，《香港新詩的大敘事精神》，嘉義：佛光大學出版社，1999。

## 訪問
- 人物訪問: 本土文化的出路——訪問朱耀偉教授 （页面存档备份，存于），2014年8月14日。

## 外部連結
- 香港浸會大學人文及創作系 （页面存档备份，存于）